# آنقوت آفریقای جنوبی
آنقوت آفریقای جنوبی (نام علمی: Tadorna cana) نام یک گونه از سرده عروس‌مرغابی‌ها است.این گونه از بوم‌زاد آفریقای جنوبی است. بیشترین اندازه ثبت‌شده از این گونه ۶۴سانتی‌متر است.